# Маруся (повесть)
«Маруся» — фантастическая повесть писательницы, сценаристки Полины Волошиной и журналиста Евгения Кулькова, опубликованная в мае 2009 года.
Является первой книгой первой серии литературного цикла «Этногенез».

## Сюжет
Маруся — «девочка, с которой постоянно что-то случается», повествование ведётся от её лица.
Действие книги начинается в 2020 году на планете Земля. Четырнадцатилетняя дочь дипломата Андрея Гумилёва попадает в стремительный водоворот невероятных событий. В аэропорту она теряет сознание, не дойдя до аптеки, однако, очнувшись, узнаёт от правоохранителей, что в аптеке был за пару секунд до того испепелён фармацевт, о чём она совершенно не помнит. Тут же в своем рюкзаке она находит металлическую ящерку, которая наделяет девочку даром бессмертия.
После цепочки загадочных происшествий и знакомств Маруся оказывается в научном лагере «Зелёный город», где знакомится с профессором Буниным и консорцией охотников за аномальными артефактами.

## Основные герои
- Маруся Гумилёва — дочь Андрея Гумилёва и Евы Гумилёвой, пропавшей без вести в 2008 году. Родилась 13 августа 2005 года в Москве. Привлекательная, самостоятельная, но крайне несерьёзная и непослушная девушка. Однажды ради развлечения угнала мусоровоз и поехала на нём на дискотеку. Как и все люди 2020 года, подвержена резким немотивированным вспышкам паники (синдром «паническая атака»), с этого и начинается книга. Постоянно попадает в невероятные ситуации, из которых её спасает только вмешательство высокопоставленного отца. Является обладательницей главного артефакта — ящерки-саламандры, дарующей бессмертие.
- Андрей Гумилёв — крупный бизнесмен, дипломат. Родился в 1974 году. Постоянно потакает слабостям Маруси. Тяготится тем, что из-за напряжённого графика работы не может уделять Марусе много внимания. Работает в проекте «Искусственное Солнце», которое должно обеспечить дальнейшее существование человеческой цивилизации на планете Земля.
- Нестор Тарасов — популярный экстрасенс, маг, целитель. Родился в 1989 году в небольшом городке в Западной Украине. Родители неизвестны, воспитывался в детском доме. Самый могущественный обладатель артефактов, его основным и первоначальным артефактом является скарабей, дающий способность к целительству. Лауреат Нобелевской премии мира 2019 года. Улыбчивый, симпатичный мужчина. Обладает магическим взглядом и притягательной внешностью. Постоянно носит круглые очки с зелёными стеклами. Любит выстраивать многоходовые ситуации и стратегии. Никогда не ошибается.
- Степан Бунин — директор школы и лагеря «Зелёный город». На первый взгляд кажется типичным сумасшедшим учёным, погружённым в свои исследования. Может разгуливать по улице в резиновых сапогах, спортивных штанах, старой дырявой майке и длинном махровом халате. Старомоден, любит животных, держит у себя дома целый зоопарк. Заядлый холостяк, женился десяток раз, но супруги от него сбегали. Однако первое милое впечатление о нём обманчиво. Предмет — спрут.
- Николай Носов (Нос) — компьютерный гений, один из студентов «Зелёного города». Родился в 2003 году. Вместе с Алисой Сафиной спасает жизнь Марусе, которая тонула в душевой кабинке. Влюблён в Марусю, которая втянула его в авантюру по добыче мистических артефактов. Был владельцем неизвестного предмета, но по неизвестной причине лишился его. Умный, скромный, стеснительный.
- Илья Цыбин — младший преподаватель «Зелёного города». Родился в 2004 году. Изучает квантовую физику. Посвящён в тайну артефактов. Как и Носов, был обладателем одного из магических предметов (кролик), но лишился его во время скитаний по тайге вместе с Марусей. Помогает профессору во всех начинаниях. Общительный, привлекательный.
- Алиса Сафина — самая талантливая и красивая студентка «Зелёного города». Родилась в 2004 году. Вундеркинд. Гордая, своенравная, ревнивая. Не любит Марусю за то, что ей уделяют слишком много внимания профессор Бунин и Илья, но в критических ситуациях приходит ей на помощь. Обладательница Кота. Данный артефакт позволяет видеть будущее.
- Охотники — тайная организация людей, контролирующих использование артефактов и соблюдение Кодекса, объясняющего действия предметов и правила, по которым предметы могут переходить от одного владельца к другому.

## Артефакты
В повести «Маруся» упоминаются десять магических артефактов, дающих сверхвозможности своим хозяевам. Все они сделаны из неизвестного серебристого металла, холодного на ощупь, и обладают различными свойствами. Некоторые из них способны нейтрализовать действие друг друга.
Изначально артефакты принадлежали загадочным «первым людям», которые до сих пор существуют в виде полупрозрачных человекообразных существ, видимых только обладателям артефактов. По версии профессора Бунина, эти существа случайно попали на нашу планету в доисторические времена. Покинуть Землю они не смогли, потому что их корабль, вероятно, разбился. «Первые люди» создали человечество, чтобы быстрее освоить пространство планеты. Но человечество оказалось более приспособленным к жизни на Земле и захватило власть, заставив своих прежних хозяев уйти в «подполье».
Использование артефактов тяжело сказывается на здоровье человека. Чем сильнее предмет, тем больше сил он отнимает. Это их своеобразная защита от частого употребления. После того, как артефакт попадает к человеку, глаза его нового владельца становятся разного цвета. Обычно один глаз становится голубым, а другой — зелёным.
Источником артефактов являются некие Чёрные Башни, разбросанные по миру. Первоначально их было семь, но ко времени событий, описываемых в повести, функционировала только одна из них.

## Маркетинг
- Книга «Маруся» стала бестселлером менее чем за неделю, заняв первое место в книжном рейтинге интернет-магазина «Ozon», а сайт www.marusya.ru, по версии Rambler TOP100, стал самым посещаемым среди ресурсов, посвящённых литературе[1].
- Рекламная кампания книги была рассчитана на пользователей интернета. Издатели сделали ставку на создание сайта «Маруся.ру» и рекламу в социальных сетях. В итоге за 10 дней существования проекта сайт посетили больше 1,3 млн человек.[2].
- Сразу после публикации книги стал выходить аудио-сериал «Маруся», который озвучил актёр Андрей Градобоев. Музыку к нему написал Роман Галушкин (DJ Агент Смит). 5 сентября 2009 года выпущен первый (подарочный) тираж аудиокниги «Маруся-1».

## Отзывы
Создатели «Маруси» пытаются объявить себя продолжателями «Алисы». Но Алиса принадлежит миру исключительных, одарённых и трудолюбивых людей. А многочисленные авторы нового проекта в качестве героя нашего времени предлагают исключительно неодарённую Марусю, не любящую читать и учиться, зато обладающую богатым папой и гоночной машиной. Образование не стоит на повестке дня у этой девочки, потому что вокруг неё все умственные ростки вытоптаны: ботаны-вундеркинды слабоумны; учителя непорядочны; студентки безмозглы, как резиновые куклы, а студенты-мужчины — забитые животные. Описание летнего лагеря для одарённых детей и его руководителя, профессора Бунина, вызывает одно желание — немедленно эвакуировать детей из этого бедлама. Жизнь вокруг бедной Маруси напоминает мамонтову навозную кучу, вонючую и опасную, но которую нужно разгрести, чтобы найти там жемчужные зерна, — то есть могущественные предметы-артефакты, потому что без них умственно анемичные герои «Маруси» буквально ни на что не способны. Мозг у них — не ценность, в качестве оружия его можно использовать, только взрывая. Очевидно, что создателей этой тошнотворной книги объединяет глубокая психологическая травма, полученная во время обучения.
— Николай Горькавый, советский и российский астрофизик, писатель — «Off-line интервью с Николаем Горькавым»

Такая книга может быть даже полезна современным русским детям, так как большинство современных успешных мультфильмов и книг принадлежит зарубежным авторам. Наши дети фактически не получают российского культурного воспитания, перенимая вместо этого некие зарубежные ценности. Такому проекту давно пора появиться, и у нас достаточно талантливых авторов, художников и дизайнеров, которые, работая совместно, могут его воплотить.
— Сергей Кирджали, культуролог, искусствовед — «Актуальные Комментарии»

Изумительно, что Полина Волошина, известная в ЖЖ как samka, автор одного из остроумнейших блогов, инициатор акции «Муклы» и вообще женщина-фейерверк, умудрилась, пусть и в соавторстве, написать такую скуууучнейшую, механистичную, лишённую живого слова и персонажа книгу для детей.
— «Что читать». № 6 (июнь) 2009

«Маруся» — довольно яркая книжка, по первым впечатлениям могу сказать, что эта книжка — в хорошем смысле конъюнктурная. Она вполне актуальна и соответствует своему времени, то есть эта книжка играет на нервах у времени.
— Сергей Шаргунов, публицист, писатель — «Взгляд»